# Lwowski Państwowy Uniwersytet Kultury Fizycznej
Lwowski Państwowy Uniwersytet Kultury Fizycznej (ukr. Львівський державний університет фізичної культури, ЛДУФК) – ukraińska sportowa szkoła wyższa we Lwowie. Uczelnia została założona w 1946 roku na bazie Lwowskiego Technikum Kultury Fizycznej (ukr. Львівський технікум фізичної культури) i nazywała się Lwowski Instytut Kultury Fizycznej (ukr. Львівський інститут фізичної культури, ЛІФК). W 1985 organizowano studia doktoranckie. W 1993 roku przy Lwowskim Państwowym Uniwersytecie Kultury Fizycznej został założony Halicki Regionalny Kompleks Nauczania i Nauki, który składa się z Lwowskiej Szkoły Kultury Fizycznej oraz Iwanofrankowskiego College Wychowania Fizycznego. W 2006 Instytut został przekształcony w Lwowski Państwowy Uniwersytet Kultury Fizycznej.
W swojej historii uniwersytet przygotował ponad 12.000 specjalistów. Wśród absolwentów uniwersyteckich zostało 104 mistrzów i medalistów mistrzostw świata, Europy i Igrzysk Olimpijskich, 27 zasłużonych mistrzów sportu, ponad 130 mistrzów sportu klasy międzynarodowej, 121 zasłużonych trenerów, 5 zasłużonych pracowników kultury fizycznej i sportu. Wśród najbardziej znanych absolwentów Uniwersytetu - gimnaści Wiktor Czukarin i Bohdan Makuc, bokserzy Ołeksandr Usyk i Jewhen Chytrow, lekkoatleta Igor Ter-Owanesian, sztangista Ihor Szymeczko, kajakarze Michał Śliwiński i Wasyl Bereza, pięcioboista nowoczesny Paweł Ledniow, szermierze Wasyl Stankowycz, Wiktor Sidiak i Jana Szemiakina, biathlonistka Ołena Pidhruszna, biegaczka narciarska Kateryna Hryhorenko, strzelcy sportowi Artur Ajwazian i Ołeksandr Petriw, szachiści Wasyl Iwanczuk, Ołeksandr Bielawski i Anna Muzyczuk, piłkarze Andrij Bal, Wadym Tyszczenko, Andrij Husin i Stepan Jurczyszyn.

## Struktura
Wydziały (ukr. - Факультети):
- teoretycznych i metodologicznych podstaw sportu,
- teorii i metodyki wychowania fizycznego,
- rekreacji i kultury fizycznej dla odnowy biologicznej,
- rehabilitacji fizycznej,
- anatomii i fizjologii,
- fiochemii i higieny,
- medycyny sportowej i valeologii,
- gier sportowych,
- piłki nożnej,
- lekkoatletyki,
- sportów atletycznych,
- sportów zimowych,
- sportów wodnych,
- szermierki, boksu i narodowych sportów walki,
- gimnastyki,
- choreografii,
- strzelectwa sportowego i sportów technicznych,
- turystyki,
- ekonomii i zarządzania sportowego,
- informatyki i kinezjologii,
- pedagogiki i psychologii,
- nauk humanistycznych,
- języków ukraińskiego i obcych ,
- edukacji olimpijskiej.